# Maison des Loups
Pour les articles homonymes, voir Maison des Loups (homonymie).
La maison des Loups (appeléesaussi maison aux Loups, ou maison du Loup), maison du XIIIe siècle située dans la rue droite, à Caylus, en France en Tarn-et-Garonne en région Midi-Pyrénées.

## Histoire
La maison doit dater du début du XIIIe siècle. Sa célébrité vient de l'abondance de son décor sculpté à l'étage, de part et d'autre des deux fenêtres mutilées.
La plus ancienne représentation de cette maison est la gravure publiée en 1853 par John Henry Parker. La gravure représente les fenêtres du premier étage avec un remplage complètement conservé. On ne sait pas si cette représentation était conforme à l'existant.
La façade classée aux monuments historiques en 1921.